# Le due illustri rivali
Le due illustri rivali è un'opera in tre atti di Saverio Mercadante, su libretto di Gaetano Rossi. La prima rappresentazione ebbe luogo al Teatro la Fenice di Venezia il 10 marzo 1838.
Gli interpreti della prima rappresentazione furono:
| Personaggio | Interprete           |
| ----------- | -------------------- |
| Bianca      | Carolina Ungher      |
| Elvira      | Eugenia Tadolini     |
| Gusmano     | Ignazio Marini       |
| Alvaro      | Achille Ballestracci |
| Armando     | Napoleone Moriani    |
| Inigo       | Domenico Raffaeli    |
| Enellina    | Teresa Moja          |

Il direttore era Gaetano Mares, maestro al cembalo e del coro era Luigi Carcano. La scenografia era di Francesco Bagnara.

## Trama
L'azione è in Pamplona.

## Struttura musicale
- Sinfonia

### Atto I
- N. 1 - Introduzione Salve, o Nume fausto a noi - Quali sguardi... fier sospetto! (Coro, Bianca, Elvira, Gusmano, Alvaro, Armando)
- N. 2 - Terzetto fra Gusmano, Elvira ed Armando A quel sangue un dì giurai
- N. 3 - Coro e Aria di Bianca In solitaria valle sin ora - Sorta avversa, in suo rigor
- N. 4 - Finale I Dal ciel disceso un angelo - Regina, in vostro onore (Armando, Bianca, Gusmano, Elvira, Coro)

### Atto II
- N. 5 - Aria di Armando Quel celeste tuo sembiante (Armando, Enellina, Inigo)
- N. 6 - Aria di Elvira Cuor... pensieri... istanti... affetti
- N. 7 - Duetto fra Elvira ed Armando Cangiar poté mia sorte (Elvira, Armando, Inigo)
- N. 8 - Duetto fra Bianca ed Elvira Là, dal Cielo a cui volasti
- N. 9 - Finale II O tu, che un padre in lagrime (Gusmano, Elvira, Coro, Armando, Inigo, Enellina, Alvaro, Bianca)

## Discografia
- Claudia Parada (Bianca), Vasso Papantoniou (Elvira), Georg Pappas (Gusmano), Amedeo Zambon (Alvaro), Antonio Liviero (Armando), Alessandro Maddalena (Inigo), Silvana Mazzieri (Enellina), Ettore Gracis (direttore), Orchestra e Coro del Teatro La Fenice di Venezia, E.J. Smith «The Golden Age of Opera» EJS 554 (3 LP, 1971); Mauro R. Fuguette MRF 88 (3 LP) (registrazione dal vivo del 1970)[4]